# Max Grießer
Max Grießer (* 18. November 1928 in Kufstein, Tirol; † 12. August 2000 in Eppstein) war ein österreichischer Volksschauspieler und Sänger. Er trat überwiegend in Bayern auf. Mit seiner stattlichen Figur verkörperte er in seinen Rollen den typisch bayerischen bodenständigen und bauernschlauen Charakter.

## Leben
Max Grießer war der Sohn eines bekannten österreichischen Volkssängers und wuchs bei seiner Mutter in Innsbruck auf. Bereits als Fünfjähriger stand er auf der Bühne. Nach der Schule und einer Lehre als Maschinenschlosser spielte er einige Jahre im Volkstheater Kufstein, wo er auch sang und jodelte. Erst mit 30 Jahren gelang ihm die Aufnahmeprüfung an der Münchner Otto-Falckenberg-Schule.

## Karriere

### Volksschauspieler
Anfang der 1960er-Jahre wurde Grießer von Regisseur Olf Fischer entdeckt, der ihn zum Komödienstadel beim Bayerischen Rundfunk holte, wo er alsbald einem größeren Publikum bekannt wurde. Er spielte neben Erni Singerl, Katharina de Bruyn, Gustl Bayrhammer und Maxl Graf in Stücken wie Der verkaufte Großvater, Liebe und Blechschaden und Alles für die Katz. Theater spielte er vorwiegend in München an der Kleinen Komödie.
Im Lauf der Jahre zählte er zu den großen bayerischen Volksschauspielern und war in allen einschlägigen Fernsehserien präsent, darunter Münchner Geschichten, Königlich Bayerisches Amtsgericht und der Hörspielreihe von Meister Eder und sein Pumuckl, wo er bereits in der alten Reihe Eders Stammtischfreund Ramsleder bzw. Weber sowie den betrunkenen Vorderhausbewohner Herr Weinzierl sprach. In der neuen Reihe mit Gustl Bayrhammer als Meister Eder sprach er die Rollen erneut (teilweise wurden seine alten Dialoge wiederverwendet), sowie ein weiteres Mal Herrn Ramsleder in Pumuckl wartet auf die Bescherung und den Mechaniker Schmitt (welchen in der alten Hörspielreihe Bayrhammer vertont hatte) in Der große Krach und seine Folgen. Seinen größten Erfolg hatte er ab 1977 als Bertl Moosgruber in der Fernsehserie Polizeiinspektion 1 neben Walter Sedlmayr und Elmar Wepper. Für diese Rolle erhielt er 1986 vom Bayerischen Innenministerium den Titel „Ehren-Kommissar“. Er wirkte außerdem in Spiel-, Sexfilmen, in zahlreichen Tatort-Folgen und als Bürgermeister in der Serie Ein Schloß am Wörthersee mit.
Beim alljährlichen Starkbieranstich auf dem Nockherberg in München parodierte Max Grießer 27 Jahre lang die anwesenden Politiker, unter anderem spielte er den bayerischen Ministerpräsidenten Alfons Goppel. Nach der Ermordung seines Kollegen Walter Sedlmayr übernahm er 1992 die Fastenpredigt als „Bruder Barnabas“. 1996 trat Grießer zum letzten Mal auf dem Nockherberg in Erscheinung. Von 1993 bis 1997 war der Schauspieler Teil des Ensembles der erfolgreichen RTL-Show Wie bitte?!. Seine letzte Rolle spielte Grießer im Juli 2000 in dem Stück Die Bernauerin auf der Bühne des Klosters Andechs.

### Volkssänger
Neben der Schauspielerei war Grießer auch Sänger und produzierte 30 Singles, hauptsächlich mit volkstümlicher Musik. 1986 bewarb er sich mit dem Titel Der Freund von meiner Tochter is a Preiß beim ersten Grand Prix der Volksmusik, erreichte jedoch nicht das Finale. Ebenso erging es ihm mit dem Lied Uns ham’s den Maibaum klaut beim Grand Prix der Volksmusik 1987 und Ohne Bass macht’s kein Spaß beim Grand Prix der Volksmusik 1991.

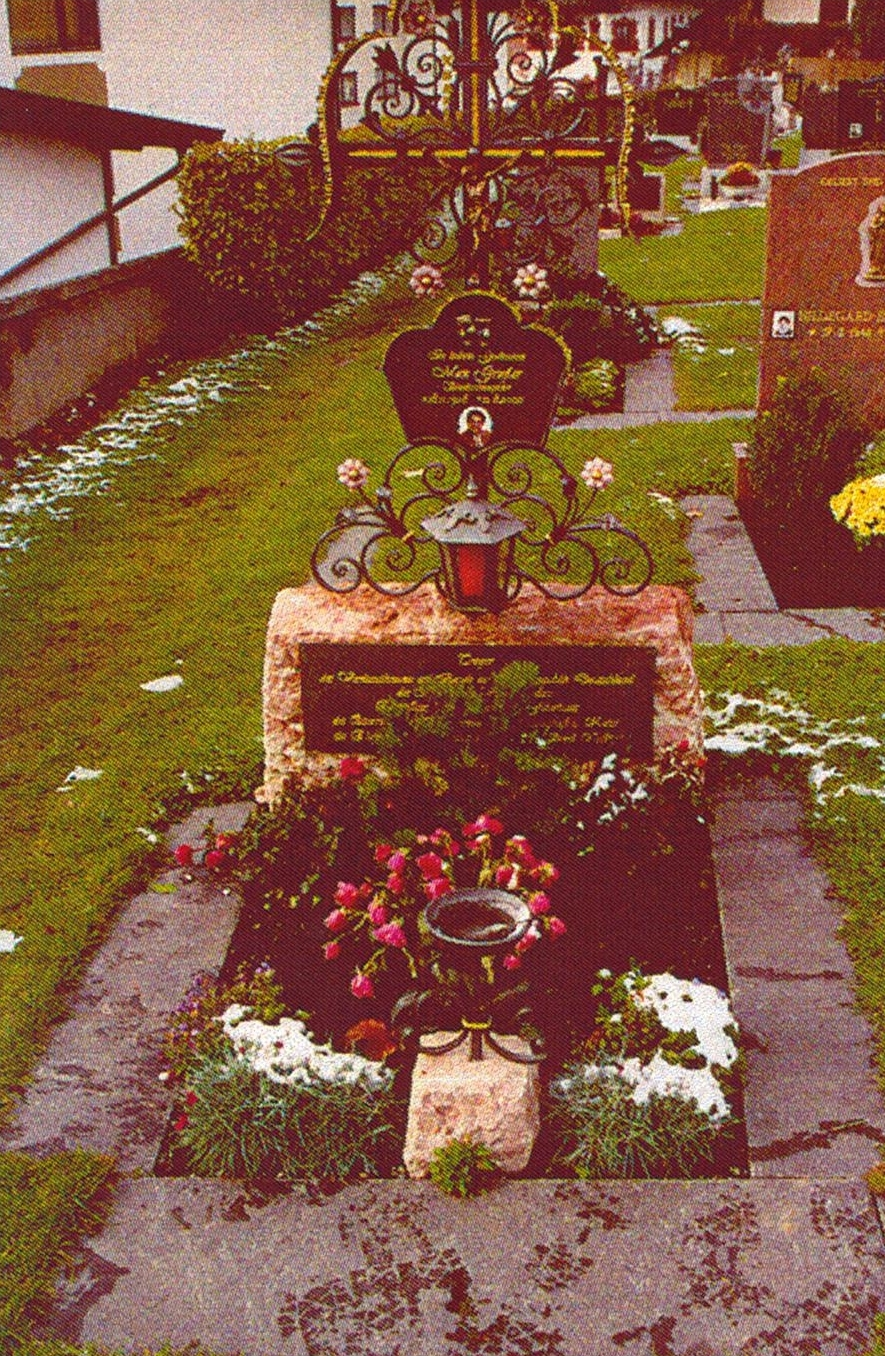
Grabstätte von Max Grießer

## Privatleben
In erster Ehe war Max Grießer mit Luise Grießer († 2020) verheiratet, mit der er die beiden Söhne Max jr. († 2016) und Claus hatte. Claus hat von 1972 bis 1993 kleine Rollen in Serien und Filmen gespielt. Danach war Max Grießer mit der 18 Jahre jüngeren Marianne Grießer verheiratet. Das gemeinsame Kind Florian wurde 1976 geboren.

## Krankheit und Tod
Grießer litt an Depressionen und Ängsten. Eine psychiatrische Behandlung brachte keine Besserung. Am 12. August 2000 beging er im Alter von 71 Jahren in Eppstein bei Wiesbaden Suizid. Grießers Grabstätte befindet sich an seinem letzten Wohnort Söll bei Kufstein.

## Filmografie

### Kino
- 1966: Onkel Filser – Allerneueste Lausbubengeschichten
- 1967: Kurzer Prozeß
- 1971: Urlaubsreport – Worüber Reiseleiter nicht sprechen dürfen
- 1971: Der neue heiße Report: Was Männer nicht für möglich halten
- 1972: Mensch ärgere dich nicht
- 1972: Hauptsache Ferien
- 1973: Crazy – total verrückt
- 1973: Geh, zieh dein Dirndl aus
- 1983: Das Nürnberger Bett

### Fernsehen

#### Der Komödienstadel
- 1964: Die Tochter des Bombardon
- 1965: Die Stadterhebung
- 1966: Die Mieterhöhung
- 1967: Der verkaufte Großvater
- 1967: Krach um Jolanthe
- 1969: Die Witwen
- 1970: Alles für die Katz
- 1972: Mattheis bricht’s Eis
- 1972: Josef Filses
- 1975: Thomas auf der Himmelsleiter
- 1975: Der Bauerndipolomat
- 1976: Herz am Spieß
- 1977: Die Widerspenstigen
- 1978: Der ledige Hof
- 1979: Der Geisterbräu
- 1980: Der Strohwitwer
- 1981: Spätlese
- 1982: Die Tochter des Bombardon
- 1983: Heiratsfieber
- 1984: Liebe und Blechschaden
- 1984: Doppelte Moral
- 1985: Politik und Führerschein
- 1985: Paraplü und Perpendikel
- 1986: Der Nothelfer
- 1986: Glück mit Monika
- 1986: Das Prämienkind
- 1987: Doppelselbstmord
- 1989: Der brave Sünder
- 1990: Die hölzerne Jungfrau
- 1991: Millionen im Heu
- 1994: Die Hochzeitskutsche
- 1999: Der Zigeunersimmerl

#### Fernsehfilme (Auswahl)
- 1962: Der G’wissenswurm
- 1965: Der alte Feinschmecker
- 1965: Die Reise nach Steiermark
- 1966: Boni
- 1968: Altaich
- 1969: Ein Dorf ohne Männer
- 1972: Die Lokalbahn
- 1974: Josef Filser
- 1979: Der Ruepp
- 1987: Das Hintertürl zum Paradies
- 1988: Einfaches Leben
- 1989: Jede Menge Schmidt
- 1992: Die Zwillingsschwestern aus Tirol
- 1993: Mein Freund, der Lipizzaner
- 1994: Die Hochzeitskutsche

#### Fernsehserien (Auswahl)
- 1965–1970: Die seltsamen Methoden des Franz Josef Wanninger (3 Folgen)
- 1965–1967: Das Kriminalmuseum (4 Folgen)
- 1965: Alarm in den Bergen (Folge 1x10)
- 1965–1966: Die fünfte Kolonne (2 Folgen)
- 1966: Gewagtes Spiel (Folge 2x10)
- 1969–1971: Königlich Bayerisches Amtsgericht (16 Folgen)
- 1970: Kapitän Harmsen (Folge 2x06)
- 1970: Der Kurier der Kaiserin (Folge 1x06)
- 1971: Merkwürdige Geschichten (Folge 1x11: Ein Wink des Schicksals)
- 1971, 1974: Der Kommissar (Folgen 3x08, 6x08)
- 1973: Okay S.I.R. (1 Folge)
- 1974–1985: Tatort (Fernsehreihe)
  - 1974: 3:0 für Veigl
  - 1981: Im Fadenkreuz
  - 1985: Schicki-Micki
- 1974: Mordkommission (Folge 1x10)
- 1974: Münchner Geschichten (Folge 1x02)
- 1975: Des Christoffel von Grimmelshausen abenteuerlicher Simplicissimus (Folge 1x02)
- 1976–1981: Derrick (4 Folgen)
- 1976: Inspektion Lauenstadt (Folge 1x05)
- 1977–1980: Der Alte (4 Folgen)
- 1977–1988: Polizeiinspektion 1 (111 Folgen)
- 1979: Die Protokolle des Herrn M. (Folge 1x09)
- 1982: Das kann ja heiter werden (Folge 1x05)
- 1986–1990: Weißblaue Geschichten (5 Folgen)
- 1989–1993: Zwei Münchner in Hamburg (mehrere Folgen)
- 1989: Die Wicherts von nebenan (Folge 3x07)
- 1989: Die schnelle Gerdi (mehrere Folgen)
- 1990–1991: Ein Schloß am Wörthersee (5 Folgen)
- 1993: Almenrausch und Pulverschnee (8 Folgen)
- 1993: Café Meineid (Folge 3x01)
- 1993: Rußige Zeiten (Folge 1x11)
- 1993: Forsthaus Falkenau (Folge 4x03)
- 1993–1997: Wie bitte?! (Satireshow)
- 1996–1998: Tohuwabohu (21 Folgen)

## Diskografie

### Singles (Auswahl)
- Herz is’ Trumpf
- 1986: Der Freund von meiner Tochter is a Preiß
- 1987: Uns ham’s den Maibaum klaut
- 1991: Ohne Bass, macht’s kein Spaß
- 1991: Jetzt trink' ma noch a Flascherl Wein

### Alben
- 1996: Ein Volkssänger mit Herz und Humor
- 2000: Die größten Erfolge

## Auszeichnungen
- 1986: Ehrenkommissar der Bayerischen Polizei
- 1995: Bayerischer Fernsehpreis als Teammitglied von Wie bitte?!

Des Weiteren:
- Verdienstkreuz am Bande des Verdienstordens der Bundesrepublik Deutschland
- Bayerischer Verdienstorden
- Ehrenfilser, Träger des goldenen Filserhutes
- Österreichisches Ehrenkreuz für Wissenschaft und Kunst
- Ehrenzeichen für Kunst und Kultur der Stadt Kufstein